# Мостицька Тетяна Пахомівна
Тетяна Пахомівна Мостицька (нар. 23 січня 1949, Вінниця — 29 травня 2023) — українська художниця; член Вінницької організації Національної спілки художників України з 1998 року.

## Біографія
Народилася 23 січня 1949 року в місті Вінниці (нині Україна). 1971 року закінчила Львівське училище прикладного мистецтва за фахом «Художнє проєктування».
Протягом 1971—1978 років працювала дизайнером на Львівському виробничому підприємстві побутової відеоапаратури, де брала участь у розробці перших українських електронних приладів та іншої побутової техніки. З 1978 року працювала художником-дизайнером на Вінницькому художньо-виробничому комбінаті.
Мешкала у Вінниці в будинку на вулиці Василя Стуса, № 22, квартира № 5. Померла 29 травня 2023 року.

## Творчість
Працювала у галузях станкового і монументального живопису, станкової графіки. Створювала переважно натюрморти, портрети у реалістичному стилі. Серед живописних робіт: диптих «Життя трикутника» (1997), «Оксана» (1998); серія «Квіти Поділля» (1998).
Брала участь у міських, обласних, всеукраїнських художніх виставках з 1970-х років. Персональна виставка відбулася у Вінниці у 1998 році.
- Літературно-мистецька премія «Кришталева вишня» (2023).[3]